# Jökuls þáttr Bárðarsonar
Jökuls þáttr Bárðarsonar es una historia corta islandesa (þáttr) que pertenece a Óláfs saga helga de Snorri Sturluson. Evoca la muerte de Jökull skáld Bárðarson, un escaldo islandés al servicio del jarl de Lade Håkon Eiriksson, que fue ejecutado por orden de Olaf II el Santo en Gotland.
Es el mismo personaje que aparece en la Saga de Grettir, el tío maternal de Grettir Ásmundarson. Era hijo de Bárður Jökulsson (n. 955) y nieto de Jökull Ingimundarson. Jökul se cita en el capítulo 34 de la saga como «un hombre grande y fuerte, el más violento de los hombres; era un hombre de mar, salvaje, en definitiva un hombre a tener en cuenta».